# Antiteroristička jedinica Lučko
Antiteroristička jedinica Lučko, skraćeno ATJ Lučko je jedinica Specijalne policije Republike Hrvatske u sastavu Zapovjedništva specijalne policije MUP-a, posebno osposobljena za rješavanje kriznih situacija visokog rizika, posebice talačkih kriza. Sjedište joj je u Lučkom, na zapadu Zagreba.

## Povijest
Jezgru ATJ Lučko predstavljali su novouvježbani pripadnici hrvatskih redarstvenika na tečaju Prvi hrvatski redarstvenik.
Antiteroristička jedinica Lučko osnovana 7. rujna 1990. godine, i u vrijeme osnutka predstavljala je prvu organiziranu postrojbu hrvatske države koja se u tom trenutku mogla suprotstaviti agresoru na Republiku Hrvatsku.
ATJ Lučko je najelitnija specijalna jedinica Hrvatske policije i uz Bojnu za specijalna djelovanja OSRH-a jedna od najelitnijih postrojbi Republike Hrvatske.
Broji oko 130 pripadnika, koji su posebno obučeni u rješavanju talačkih situacija u zrakoplovima ili na brodovima te za ronjenje.

## Ratni put u Domovinskom ratu
Tijekom 1990. – 1991. Jedinica izvodi niz zadaća uspostavljanja javnog reda i mira što su ih narušili pobunjeni Srbi u Hrvatskoj. Jedinica sudjeluje u nizu akcija koje su imale zadaću oduzeti oružje JNA-u te naoružavati i obučavati jedinice koje kasnije čine osnove stvaranja Hrvatske vojske. 
Među ostalim zauzima vojarne u Delnicama, Samoboru, Dubokom Jarku, Dugom Selu, Prečkom, Komandu V. zrakoplovnog korpusa u Maksimirskoj, blokira vojarne »Maršal Tito« u Novom Zagrebu, Zračnu luku Zagreb, zauzima vojni odašiljač na Sljemenu i uhićuje generala JNA Aksentijevića. 
Svoje vatreno krštenje Antiteroristička jedinica Lučko prolazi 1. ožujka 1991. u Pakracu. 
Ubrzo su uslijedili Krvavi Uskrs na Plitvicama, Glina, Topusko, Petrinja, Dragotinci, ponovo Pakrac-Okučani, Aerodrom Pleso, Dubica, Delnice, Marinci, opsada Dubrovnika, Cavtat, Maslenica, Medački džep, Daruvar, Bučje, Požega (Ivanovac), Bljesak i Oluja, Petrova Gora i Oluja Obruč.

## Poveznice
- Specijalna policija Republike Hrvatske
- Hrvatska policija
- Ministarstvo unutarnjih poslova
- Željko Sačić

## Vanjske poveznice
- MUP, Specijalna policija  Arhivirana inačica izvorne stranice od 4. travnja 2015. (Wayback Machine)